# Сордоннохский наслег
Сордоннохский наслег — сельское поселение в Оймяконском улусе Якутии Российской Федерации.
Административный центр — село Орто-Балаган.

## История
Статус и границы сельского поселения установлены Законом Республики Саха (Якутия) от 30 ноября 2004 года N 173-З N 353-III «Об установлении границ и о наделении статусом городского и сельского поселений муниципальных образований Республики Саха (Якутия)».

## Население
| 2002 | 2010 | 2011 | 2012 | 2013 | 2014 | 2015 |
| ---- | ---- | ---- | ---- | ---- | ---- | ---- |
| 360  | ↘330 | ↘328 | ↘309 | ↘302 | ↘297 | ↘289 |
| 2016 | 2017 | 2018 | 2019 | 2020 | 2021 |      |
| ↗347 | ↗356 | ↘345 | ↗349 | ↘342 | ↗344 |      |

## Состав сельского поселения
| № | Населённый пункт | Тип населённого пункта       | Население |
| - | ---------------- | ---------------------------- | --------- |
| 1 | Куранах-Сала     | посёлок                      | →0        |
| 2 | Орто-Балаган     | село, административный центр | ↗414      |